# Daniël Nuytinck
Daniël Nuytinck (Bassevelde, 22 november 1940 - Assenede, 6 juni 2025) was een Belgische politicus voor CD&V en voormalig burgemeester van Assenede.

## Biografie
Nuytinck nam in 1970 een eerste maal deel aan de gemeenteraadsverkiezingen voor de CVP. Nuytinck behaalde de meeste stemmen, maar belandde met de CVP in de oppositie. Na de gemeenteraadsverkiezingen van 1976, de eerste van de fusiegemeente Assenede, werd hij schepen onder burgemeester Edgard Stockman. Na de volgende verkiezingen volgde hij in 1983 Stockman op als burgemeester. Hij was ook provincieraadslid.
Nuytinck werd bij de volgende verkiezingen telkens herverkozen. Na de verkiezingen van 2000 werd hij met de CVP door de lijst Samen naar de oppositie verwezen. Na 18 jaar burgemeesterschap werd hij zo in 2001 opgevolgd door Philippe De Coninck. Van 2007-2010 zetelde hij nog als OCMW-raadslid. In 2010 stopte hij op 70-jarige leeftijd met politiek.